# Rhabdoweisia africana
Rhabdoweisia africana är en bladmossart som beskrevs av Hugh Neville Dixon och Georges Raymond Léonard Naveau 1927. Rhabdoweisia africana ingår i släktet knottmossor, och familjen Rhabdoweisiaceae. Inga underarter finns listade i Catalogue of Life.